# پارک ملی بایانائول
پارک ملی بایانائول (به قزاقی: Bayanaul National Park) یک پارک ملی در قزاقستان است که در استان پاولودار واقع شده‌است.